# Wydział Architektury Politechniki Śląskiej

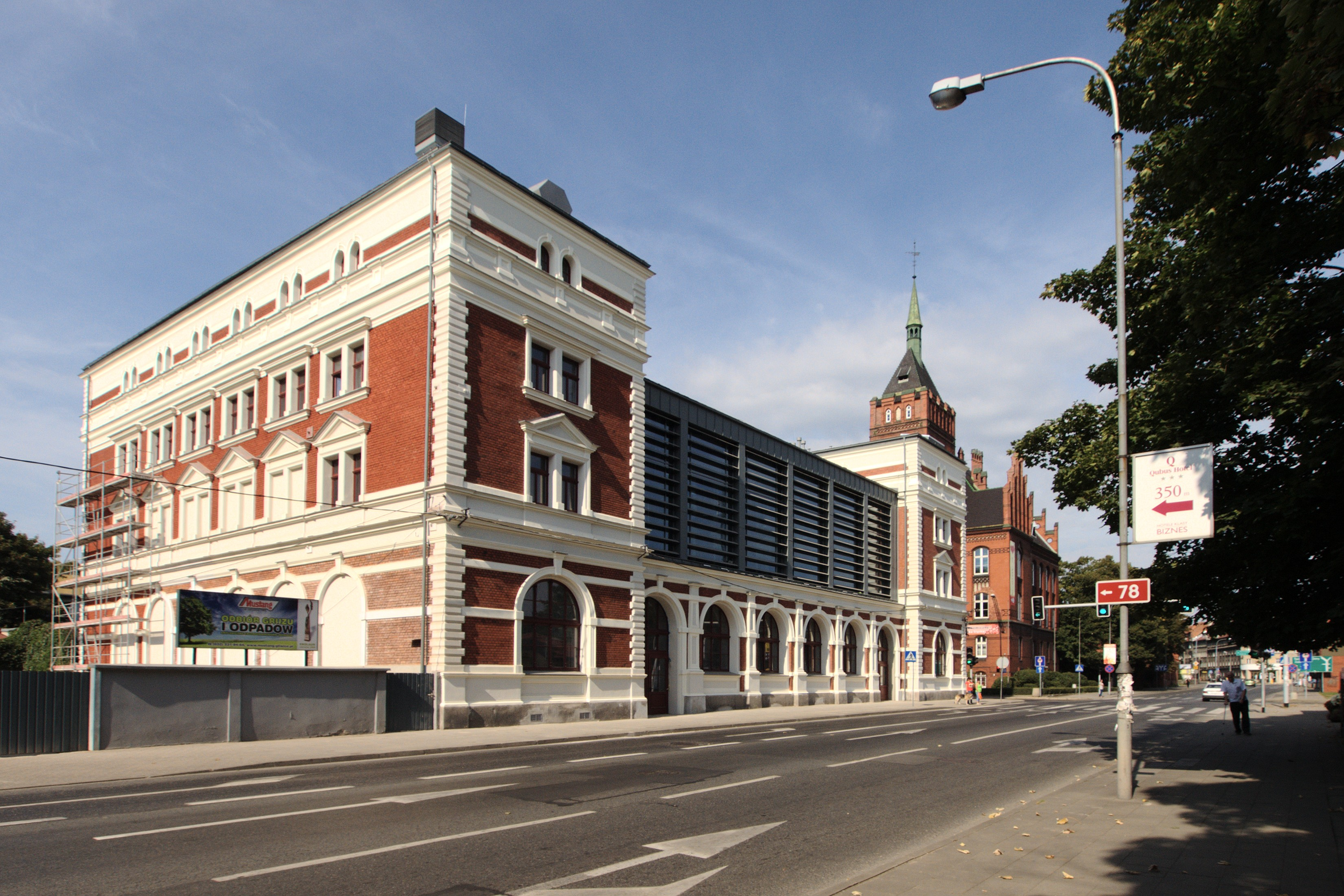
Budynek "X" Wydziału Architektury Politechniki Śląskiej

Wydział Architektury Politechniki Śląskiej kontynuuje tradycje Wydziału Architektury Politechniki Lwowskiej. Obecnie kadra dydaktyczna wydziału liczy ponad 70 pracowników, w tym 24 osób posiadających stopień naukowy doktora habilitowanego lub tytuł naukowy profesora. Oprócz pracowników stałych na Wydziale zatrudniani są architekci i urbaniści o znaczących w skali kraju osiągnięciach twórczych. Owocnie rozwija się współpraca Wydziału z twórczymi organizacjami zawodowymi: Stowarzyszeniem Architektów Polskich, Towarzystwem Urbanistów Polskich, Izbą Architektów i Izbą Urbanistów, a także samorządami lokalnymi i samorządem Województwa Śląskiego.
Wydział realizuje projekty i badania naukowe dotyczące współczesnych problemów projektowania architektonicznego, urbanistycznego, planowania przestrzennego, teorii i historii architektury, problematyki rozwoju zrównoważonego w urbanistyce i architekturze rewitalizacji obszarów miejskich, rewaloryzacji i konserwacji obiektów zabytkowych, estetyki środowiskowej, oceny jakości budynków oraz zarządzania obiektami.
Wydział jest członkiem Europejskiego Stowarzyszenia Edukacji Architektonicznej (EAAE) oraz Stowarzyszenia Europejskich Szkół Architektury Krajobrazu (Le Notre) oraz współpracuje z organizacjami i instytucjami w wielu krajach m.in.: IAPS – International Association for People Environmental Behaviour Studies, Internationale Bauausstellung (IBA) Fuerst-Pueckler-Land w Niemczech, Fundacja Del Bianco we Włoszech, Narodowy Rezerwat Dziedzictwa Kulturowego Stary Halicz na Ukrainie.
Od 2023 roku istnieje również odział wydziału architektury w Katowicach.

## Historia
Wydział Architektury Politechniki Śląskiej w Gliwicach kontynuuje tradycje Wydziału Architektury Politechniki Lwowskiej. Założycielami Wydziału Architektury uczelni byli profesorowie-architekci: Tadeusz Teodorowicz-Todorowski, Zygmunt Majerski i Włodzimierz Buć.
W latach 1949–1954 kształcono architektów w ramach Oddziału Architektury, początkowo przy Wydziale Inżynieryjno-Budowlanym, a od roku 1961 na Wydziale Budownictwa Przemysłowego i Ogólnego. W 1969 roku powołano Instytut Architektury i Urbanistyki a wydział zmienił nazwę na Wydział Budownictwa i Architektury. Architekt, profesor Zygmunt Majerski został Dziekanem tej nowej wielokierunkowej jednostki, kształcącej architektów i inżynierów budownictwa o różnych specjalnościach.
Samodzielność Wydziału Architektury rozpoczęła się w 1977 roku. Dzisiaj Wydział jest jednym z czternastu wydziałów Politechniki Śląskiej.
Proces budowania własnej kadry pracowników naukowo - dydaktycznych szkoły wyższej jest powolny. Przez wiele lat działalność Wydziału opierała się na pracownikach samodzielnych profesorach, dojeżdżających. Pracowali tu profesorowie: Bohdan Lisowski, Zbigniew Gądek i Tadeusz J. Gawłowski z Krakowa, Julian Duchowicz, Marcin Bukowski, Wiktor Jackiewicz. A także wybitni specjaliści pochodzący ze środowiska śląskiego: Mieczysław Król, Stanisław Tomaszek, Michał Rościszewski, Andrzej Czyżewski, Marek Dziekoński, Marian Dziewoński, Henryk Buszko i Aleksander Franta, Stefan Zemła oraz od początku związani z Gliwicką Szkołą Architektury: Czesław Thullie, Franciszek Maurer, Kazimierz Paprocki, Tadeusz Pfützner i Stanisław Słodowy.
Dopiero w latach 90. wytworzyła się nowa, lokalna kadra profesorska, która dzisiaj stanowi trzon dydaktyczny Wydziału. Chcąc utrzymać pozytywną tożsamość Szkoły, nadal, poza pracownikami "stałymi", na Wydziale zatrudnieni są architekci i urbaniści o znaczących w skali kraju osiągnięciach twórczych, cieszący się uznaniem w regionalnym środowisku profesjonalnym. Owocnie rozwija się współpraca z twórczymi organizacjami zawodowymi: SARP i TUP.

## Władze Wydziału[3]
- Dziekan - dr hab. inż. arch. Tomasz Bradecki, prof. PŚ
- Prodziekan ds. Studenckich i Kształcenia - dr hab. inż. arch. Michał Sitek, prof. PŚ
- Prodziekan ds. Nauki i Współpracy - dr hab. inż. arch. Anna Szewczenko, prof. PŚ
- Prodziekan ds. Infrastruktury i Organizacji - dr hab. inż. arch. Beata Kucharczyk-Brus, prof. PŚ

## Struktura Wydziału (w nawiasie podano wewnętrzny symbol jednostki)
- Katedra Urbanistyki i Planowania Przestrzennego (RAr-1)
- Katedra Projektowania Architektury Mieszkaniowej i Użyteczności Publicznej (RAr-2)
- Katedra Teorii, Projektowania i Historii Architektury (RAr-3)
- Katedra Sztuk Pięknych i Użytkowych (RAr-4)
- Katedra Projektowania i Badań Jakościowych w Architekturze (RAr-5)

## Kierunki studiów
- Architektura
- Architektura wnętrz

## Misja Wydziału Architektury Politechniki Śląskiej
- kształcenie wysokiej jakości specjalistów w dziedzinie formowania przestrzeni w różnych zakresach i skalach,
- prowadzenie interdyscyplinarnej działalności badawczej zorientowanej na podnoszenie konkurencyjności firm, miast i regionów, poprzez kreowanie nowoczesnej architektury i urbanistyki,
- rozwijanie współpracy z podmiotami z otoczenia społecznego, komercjalizacja wyników badań naukowych oraz upowszechnianie wiedzy,
- wzmacnianie roli znaczącego ośrodka kultury akademickiej w regionie i jego marki powiązanej z renomą Śląskiej Szkoły Architektury.

## Budynki Wydziału
A - Gliwice, ul. Akademicka 7 
Budynek główny, w którym znajduje się Biuro Obsługi Studenta, siedziby wraz z sekretariatami poszczególnych katedr oraz większość sal zajęciowych.

X - Gliwice, ul. Strzody 10
Budynek w którym znajduje się główna aula wykładowa oraz kilka dodatkowych pomieszczeń. Budynek jest użytkowany wspólnie z Akademickim Liceum Ogólnokształcącym. Wcześniej budynek Kino-Teatru X, który w 2010-11 przeszedł gruntowny remont wraz z adaptacją pod nowo wtedy otwierany kierunek architektury wnętrz. Nazwa "X" pozostała niezmienna.

K - Katowice, ul. Zygmunta Krasińskiego 8 
Budynek jest główną siedzibą Wydziału Transportu i Inżynierii Lotniczej oraz Wydziału Inżynierii Materiałowej, a od 2023 również Wydziału Architektury.
Wydział Architektury udostępnia lokalizacje swoich budynków wraz z rozmieszczeniem sal na swojej stronie internetowej.